# Bit Agusi

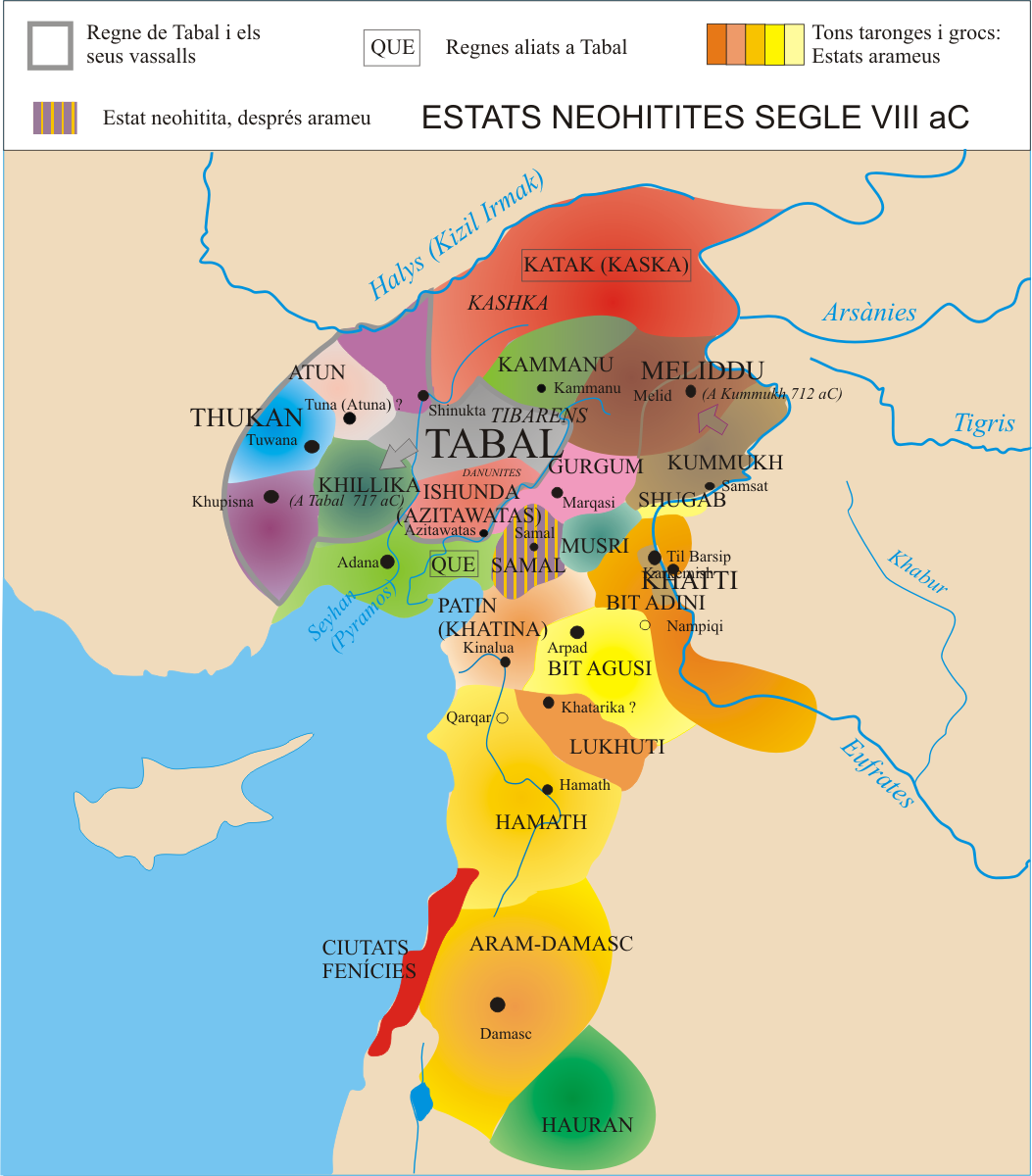
Estats arameus i neohitites al

Bit Agusi o Akhan o Yakhan va ser un regne establert pels arameus al segle x aC o IX aC a les ciutats d'Arpad i Napiqu.
El fet que el rei Agusi o Gusi sigui esmentat cap a l'any 854 aC ha fet pensar que feia poc que els arameus dominaven la zona. Els arameus havien aparegut almenys al segle xi aC però no es pot determinar si no van dominar la zona o ho va fer una altra dinastia. Tenia al nord als estats de Bit Adini i Karkemish. A la meitat del segle viii aC estava era vassall d'Urartu. El rei d'Assíria Teglatfalassar III va assetjar Bit Agusi (Arpad) durant tres anys, entre el 743 aC i 740 aC, i finalment la va ocupar i destruir, massacrant als seus habitants. La ciutat i el regne van desaparèixer.

## Llista de reis
- Gusi (Gusu) o Agusi de Yakhand, potser el 855 aC
- Arame (Aramu) cap al 855 aC fins al 830 aC
- Atarsumki segurament el 800 aC
- Període sense notícies entre el 800 aC al 750 aC
- Mati-Ilu cap al 750 aC al 740 aC.[2]